# Roswitha Steiner
Roswitha Stadlober z d. Steiner (ur. 14 czerwca 1963 w Radstadt) – austriacka narciarka alpejska, wicemistrzyni świata.

## Kariera
Pierwsze punkty do klasyfikacji generalnej Pucharu Świata wywalczyła 12 marca 1980 roku w Val d’Isère, zajmując trzynaste miejsce w gigancie. Na podium zawodów tego cyklu po raz pierwszy stanęła blisko trzy lata później, 8 marca 1983 roku w Waterville Valley, wygrywając rywalizację w slalomie. W zawodach tych wyprzedziła na podium Tamarę McKinney z USA i Hanni Wenzel z Liechtensteinu. Łącznie 14 razy stawała na podium zawodów pucharowych, odnosząc przy tym kolejne siedem zwycięstw: 17 grudnia 1983 roku w Piancavallo, 18 marca 1984 roku w Jasnej, 8 grudnia 1985 roku w Sestriere, 5 stycznia 1986 roku w Mariborze, 26 stycznia 1986 roku w St Gervais, 18 marca 1986 roku w Waterville Valley i 6 marca 1988 roku w Aspen triumfowała w slalomach. Najlepsze wyniki osiągnęła w sezonie 1987/1988, kiedy zajęła trzynaste miejsce w klasyfikacji generalnej, a w klasyfikacji slalomu zdobyła Małą Kryształową Kulę. Najlepsza w klasyfikacji slalomu była też w sezonie 1985/1986, a w sezonie 1983/1984 była w niej druga.
W 1982 roku wystartowała na mistrzostwach świata w Schladming, gdzie zajęła siódme miejsce w slalomie i dziesiąte w gigancie. Podczas rozgrywanych pięć lat później mistrzostw świata w Crans-Montana wywalczyła srebrny medal w slalomie, rozdzielając na podium Szwajcarkę Erikę Hess i Mateję Svet z Jugosławii. Był to jej jedyny medal wywalczony na międzynarodowej imprezie tej rangi. W 1984 roku wystartowała na igrzyskach olimpijskich w Sarajewie, gdzie zajęła 27. miejsce w gigancie i czwarte w slalomie. W drugiej z tych konkurencji walkę o podium przegrała Ursulą Konzett z Liechtensteinu o 0,34 sekundy. Taki sam wynik osiągnęła na rozgrywanych cztery lata później igrzyskach w Calgary. Po pierwszym przejeździe zajmowała dziesiąte miejsce, tracąc do prowadzącej Vreni Schneider 1,62 sekundy. W drugim przejeździe uzyskała drugi czas, co dało jej czwarty łączny czas. Tym razem walkę o brązowy medal przegrała z Christą Kinshofer z RFN o 0,37 sekundy.
W 1988 roku zakończyła karierę.
Jej mężem jest były biegacz narciarski Alois Stadlober, ich córką jest Teresa Stadlober.

## Osiągnięcia

### Igrzyska olimpijskie
| Miejsce | Dzień     | Rok  | Miejscowość | Konkurencja | Czas biegu | Strata | Zwyciężczyni     |
| ------- | --------- | ---- | ----------- | ----------- | ---------- | ------ | ---------------- |
| 27.     | 13 lutego | 1984 | Sarajewo    | Gigant      | 2:20,98    | +5,58  | Debbie Armstrong |
| 4.      | 13 lutego | 1984 | Sarajewo    | Slalom      | 1:36,47    | +1,37  | Paoletta Magoni  |
| 4.      | 26 lutego | 1988 | Calgary     | Slalom      | 1:36,69    | +2,08  | Vreni Schneider  |

### Mistrzostwa świata
| Miejsce | Dzień    | Rok  | Miejscowość   | Konkurencja | Czas biegu | Strata | Zwyciężczyni  |
| ------- | -------- | ---- | ------------- | ----------- | ---------- | ------ | ------------- |
| 10.     | 2 lutego | 1982 | Schladming    | Gigant      | 2:37,17    | +2,68  | Erika Hess    |
| 7.      | 6 lutego | 1982 | Schladming    | Slalom      | 1:41,60    | +2,39  | Erika Hess    |
| DNF     | 9 lutego | 1985 | Bormio        | Slalom      | 1:29,58    | -      | Perrine Pelen |
| 2.      | 7 lutego | 1987 | Crans-Montana | Slalom      | 1:33,30    | +0,25  | Erika Hess    |

### Puchar Świata

#### Miejsca w klasyfikacji generalnej
- sezon 1979/1980: 69.
- sezon 1980/1981: 49.
- sezon 1981/1982: 23.
- sezon 1982/1983: 23.
- sezon 1983/1984: 15.
- sezon 1984/1985: 37.
- sezon 1985/1986: 15.
- sezon 1986/1987: 20.
- sezon 1987/1988: 13.

#### Zwycięstwa w zawodach Pucharu Świata
1. Waterville Valley – 8 marca 1983 (slalom)
2. Piancavallo – 17 grudnia 1983 (slalom)
3. Jasná – 18 marca 1984 (slalom)
4. Sestriere – 8 grudnia 1985 (slalom)
5. Maribor – 5 stycznia 1986 (slalom)
6. St Gervais – 26 stycznia 1986 (slalom)
7. Waterville Valley – 18 marca 1986 (slalom)
8. Aspen – 6 marca 1988 (slalom)

#### Pozostałe miejsca na podium w zawodach PŚ
1. Sestriere – 14 grudnia 1983 (slalom) – 2. miejsce
2. Bad Gastein – 14 stycznia 1984 (slalom) – 2. miejsce
3. Park City – 30 listopada 1986 (slalom) – 3. miejsce
4. Courmayeur – 18 grudnia 1986 (slalom) – 2. miejsce
5. Zwiesel – 28 lutego 1987 (slalom) – 3. miejsce
6. Kranjska Gora – 31 stycznia 1988 (slalom) – 2. miejsce